# Фазлаев, Рафкат Галимович
Фазлаев Рафкат Галимович (баш. Фазлыев Рәфҡәт Ғәлим улы; род.3 апреля 1952 года, село Мраково Кугарчинского района БАССР) — ветеринарный врач, доктор ветеринарных наук (2000), профессор (2002), член-корреспондент Российской Академии Естествознания (РАЕ), член диссертационного совета по защите докторских диссертаций при Башкирском государственном аграрном университете, член общества гельминтологов им. К. И. Скрябина при Российской Академии наук. Награжден Почетной грамотой Министерства образования Российской Федерации и Почетной грамотой Министерства сельского хозяйства Республики Башкортостан. 

## Биография
В 1973 году поступил на ветеринарный факультет Башкирского сельскохозяйственного института. После окончания института в 1978 году  остался работать в институте младшим научным сотрудником кафедры анатомии, патанатомии и гистологии. 
С 1983 года работает ассистентом кафедры паразитологии и ветсанэкспертизы.
1987 году в Всероссийскос научно-исследовательском институте фундаментальной и прикладной паразитологии животных и растений имени К. И. Скрябина защитил кандидатскую диссертацию на тему: «Лиорхоз крупного рогатого скота в Южном Предуралье Башкирии», а в 1999 году в Ивановской сельскохозяйственной академии защитил докторскую диссертацию на тему: «Экология нематодир и парамфистом, патогенез вызываемых ими болезней у крупного рогатого скота и меры борьбы с ними на Южном Урале». 
С 1991 года исполнял обязанности заведующего кафедрой паразитологии, микробиологии и патофизиологии. 
С 1992 года доцент, а с 2000 года профессор кафедры зоогигиены, эпизоотологии и основ ветеринарии.
С 2005 года работает заведующим кафедры анатомии, гистологии и организации ветеринарного дела.

## Научная деятельность
Научная деятельность посвящена изучению гельминтофауны сельскохозяйственных животных, экологии гельминтов; разработке систем мониторинга, способов профилактики и ликвидации опасных для человека и животных биоэкологических комплексов. Фазлаев изучил биологические и эпизоотологические особенности нематодир и парамфистом в условиях Южног Урала. 
Опубликовал по проблемам паразитологии и ветеринарии более 100 научных работ, из них большая часть - в центральных журналах и изданиях. Получено 3 патента СССР и 1 патент РФ. 